# Mythe de Rê
 (octobre 2022).
Si vous disposez d'ouvrages ou d'articles de référence ou si vous connaissez des sites web de qualité traitant du thème abordé ici, merci de compléter l'article en donnant les références utiles à sa vérifiabilité et en les liant à la section « Notes et références ».

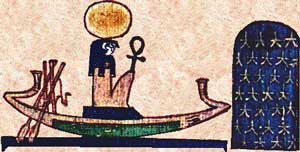
Rê sur la barque solaire

Durant la plus grande partie de l’histoire égyptienne, le dieu Rê est la divinité suprême : il règle le cours des heures, des jours, des mois, des années et des saisons. Il apporte l’ordre dans l’univers et rend la vie possible. Il peut apparaître sous deux autres formes, celle de Khépri, le scarabée bousier symbolisant la naissance ou la renaissance ou encore Atoum, l'être achevé (le clergé égyptien expliquait que l'astre solaire pouvait revêtir des formes différentes lors de sa course dans le ciel : Khépri était le soleil levant tandis que Rê était le soleil à son zénith et Atoum, le soleil couchant). Son apparition quotidienne du fond du Douât symbolisait la nature cyclique de la création. Rê était surtout vénéré à Iounou (Héliopolis). Tous, durant l’Ancien Empire, furent influencés par son culte. Il se combina aux deux principales divinités de création, Atoum et Amon, pour donner les entités hybrides Atoum-Rê puis Amon-Rê. C’est ainsi que celui que l’on connaît sous le nom de dieu-soleil en vint à être vénéré comme un dieu créateur. Il était aussi l’ancêtre des pharaons et son rôle était encore plus complexe lors de sa fusion avec d’autres dieux.

## Naissance de Rê
Il existe de nombreuses versions de sa naissance. Dans une version classique relatée notamment par Neil Philip dans son œuvre Mythes et Légendes, il semblerait que Rê se soit créé lui-même en se nommant, comme il créera les éléments de la vie en les faisant sortir du Noun, l'océan primordial.
Dans une variante, il est dit que Rê est mis au monde par la déesse Neith dans l’obscurité qui présidait l’apparition de la vie sur terre. Agressé par cette obscurité, il se met à pleurer et les hommes viennent à l'existence grâce à ses larmes. Neith donne également naissance au serpent Apophis. Apophis et Rê ne s’entendent pas et ne font que s’affronter, nuit après nuit.
Rê (puis Atoum-Rê puis Amon-Rê) est non seulement le dieu-soleil, mais il est également le roi des dieux et des hommes. Rê, et plus tard ses fils, ont régné sur Terre. C’est l’œil de Rê qui veille et qui observe tout, rien ne lui échappe.

## Les heures du soleil

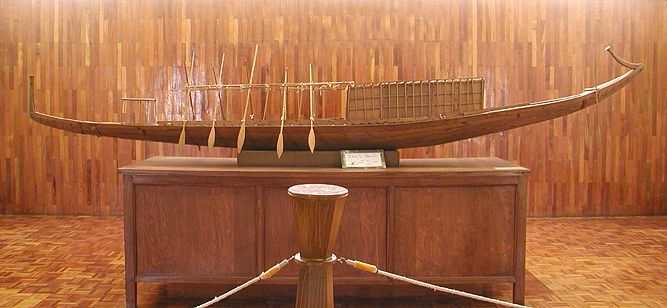
La barque solaire

Le dieu-soleil se transforme tout au long de la journée. Quand il est au plus haut de sa course, il est doté d’une quadruple tête de bélier qui lui permet de voir dans les quatre directions. Ensuite il redescend, se courbe de plus en plus, prend l’aspect nocturne, à savoir un homme à la tête de bélier. Rê, considéré comme étant le soleil, se déplace via « la barque solaire ». C’est dans cette barque solaire que Rê va se régénérer : le corps du dieu se tient debout sous un baldaquin, un serpent protecteur se tenant face à lui. Il se transforme peu à peu en homme à tête de bélier, son aspect nocturne. En ce faisant, il quitte le jour - le monde des hommes - pour le monde nocturne de la Douât (l’au-delà).
Selon une légende, le ciel repose sur deux montagnes : celle de l’orient, Manou, et celle de l’occident, Bakhou. C’est là que tous les soirs, le serpent Apophis, frère et grand ennemi de Rê, se dresse contre la barque solaire, et crache des flammes tel un dragon. Cependant, Rê n’est pas seul, il est accompagné sur sa barque de Hou, le verbe créateur, de Heka, la magie protectrice et Sia, la connaissance. D’autres divinités viennent parfois s’y ajouter. À trois heures, la barque rencontre Apophis qui tente de l'arrêter et de l’empêcher de poursuivre sa route céleste. À chaque fois, Rê triomphe. À quatre heures, la barque s’enfonce dans les ténèbres de la nuit. Il n’y a plus d’eau, Apophis a bu toute l’eau du fleuve. Il avance tant bien que mal sur le sable. Heureusement, Seth vient en aide à Rê en projetant sa lance de cuivre dans le flanc du serpent, faisant ainsi recracher toute l’eau du fleuve avant de mourir. Cinquième heure, la barque reprend son cours, elle rencontre le cadavre de Khépri, dieu scarabée, forme future de Rê : c’est le point de départ de son nouveau cycle, diurne cette fois. Le soleil renaît, c’est la sixième heure, la lumière revient au plus profond de la Douat. À la septième heure, les hommes font des offrandes à Rê. Il y a des ennemis qui sont capturés, tués et leur sang alimente les lacs des flammes que l’on voit rougeoyer au loin : c’est la huitième heure. Neuvième heure, les défunts ressuscitent, dont Apophis. À nouveau, celui-ci essaie en vain d’arrêter le cours du temps. Enfin, Noun hisse la barque vers l’orient au zénith. C’est la douzième heure. Ils traversent le serpent du temps et en ressortent jeunes. Chaque région du monde reçoit la lumière tour à tour et à la cinquième heure, on y voit les représentants des quatre races (Égypte, Asie, Libye et Nubie). Le matin, le soleil, rajeuni, leur apporte lumière et énergie de vie.

## L'extermination de l'humanité
Avant que l'Égypte ne soit dirigée par des monarques humains, son roi était Rê, un ancien monarque. Ses os prenaient une couleur d’argent en vieillissant et son corps, une couleur or. Rê avait la capacité d’entendre les hommes parler dans son dos et comploter contre lui. C’est ainsi qu’un jour, il prit une décision : il allait envoyer son œil sur Terre sous la forme d’une déesse-lionne. Celle-ci perpétra un véritable massacre sur Terre. Rê la rappela au plus vite mais Sekhmet, la déesse-lionne, avait déjà pris le goût du sang : elle décida donc de retourner sur Terre afin de terminer son travail. 
Rê dut alors chercher un moyen de duper Sekhmet : il fit préparer une bière d’orge. Bière et ocre furent mélangés et donnèrent sept mille jarres d’une boisson enivrante qui ressemblait à du sang. Rê fit vider les jarres sur les populations que la déesse voulait éliminer. Elle vit ce qu’elle prit pour du sang et descendit pour en boire. Elle en but tellement qu’elle tomba dans une profonde torpeur. 